# 小堀政弘
小堀 政弘（こぼり まさひろ）は、江戸時代中期の旗本。禄高は3000石。茶道小堀遠州流第9世で、号は「宗道」。
小堀政展の長男として生まれる。幼名は貞五郎、のち内記を名乗る。
明和元年（1764年）8月4日に父の遺跡を継ぎ、同年閏12月9日に中奥の小姓となる。明和3年（1766年）12月19日に従五位下河内守に叙任。安永4年（1775年）閏12月4日に小姓組番頭、天明元年（1781年）閏5月26日に書院番頭となる。天明8年（1788年）に43歳で死去。